# National Archives of Australia

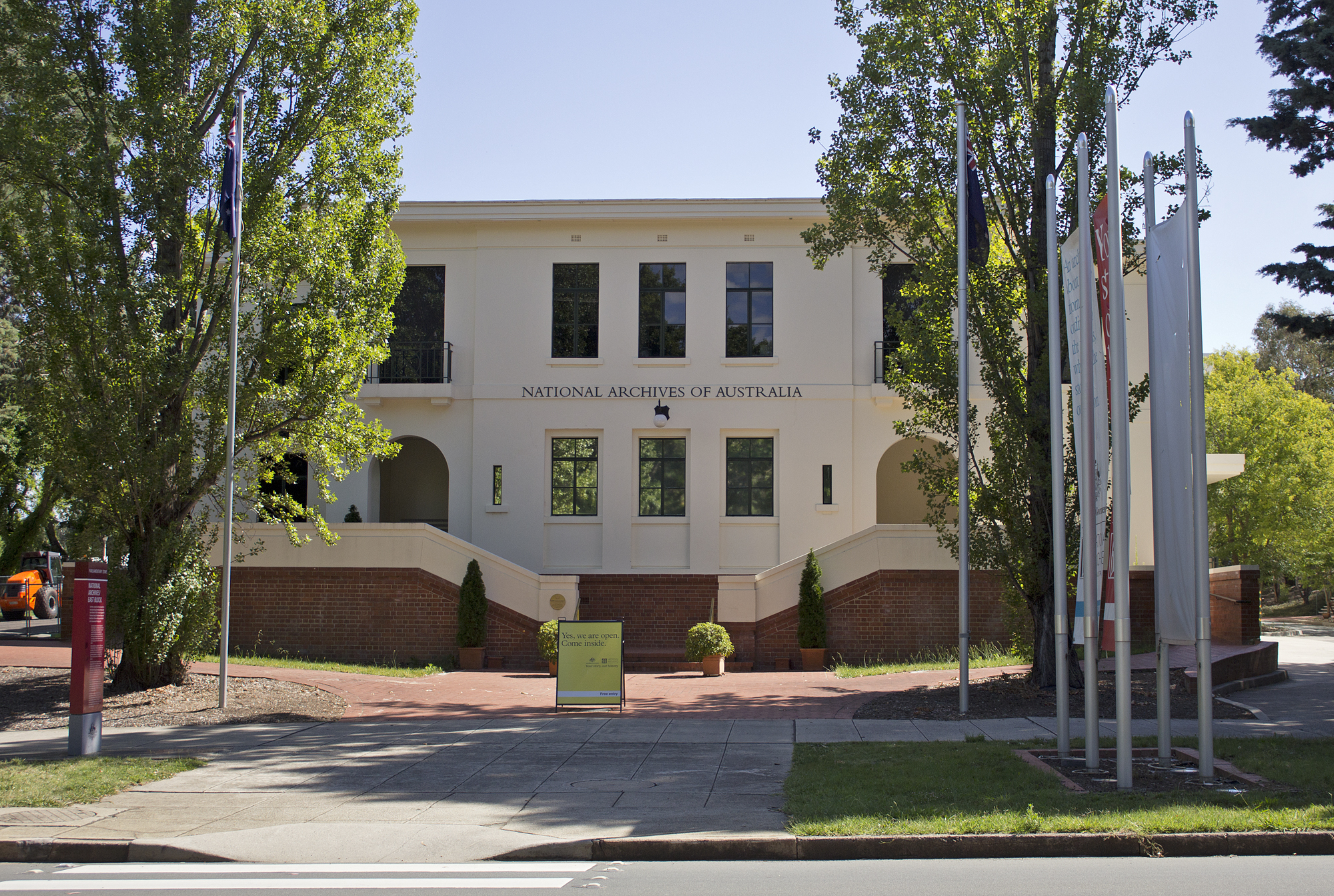
Gmach National Archives of Australia w Canberze

National Archives of Australia – archiwa państwowe Australii z siedzibą w Canberze.
W 2011 roku National Archives of Australia  otrzymały nagrodę Jikji dla instytucji i osób prywatnych, które najlepiej realizują cele projektu UNESCO Pamięć Świata.

## Historia
Początki państwowych zbiorów archiwalnych Australii sięgają lat 20. XX wieku, kiedy to zgodnie z instrukcja premiera Williama Hughesa dokumenty historyczne z okresu I wojny światowej zebrano w Muzeum Wojny (późniejszym Australian War Memorial). W 1942 roku premier John Curtin powołał do życia  Committee on the Collection and Preservation of Historical Records (pol. Komitet ds. Archiwum i Konserwacji Dokumentów Historycznych), przemianowany następnie na War Archives Committee (pol. Komitet Archiwów Wojennych), który poprowadził historyk C.E.W. Bean. W 1946 roku War Archives Committee został przekształcony w Commonwealth Archives Office (pol. Komitet Archiwów Commonwealthu).
W 1954 roku do Australii przyjechał amerykański archiwista T.R. Schellenberg, ówczesny dyrektor amerykańskich archiwów narodowych (ang. National Archives and Records Administration) w Waszyngtonie. Schellenberg wezwał władze australijskie do powołania archiwum narodowego Australii. W 1961 roku Commonwealth Archives Office został wyodrębniony z Biblioteki Narodowej Australii a w 1974 roku przemianowany na Archives of Australia. W 1998 roku archiwa otrzymały nazwę National Archives of Australia (pol. Narodowe Archiwa Australii).
W 2011 roku National Archives of Australia otrzymały nagrodę Jikji dla instytucji i osób prywatnych, które najlepiej realizują cele projektu UNESCO Pamięć Świata.